# 风生花属
风生花属（学名：Apodanthes）是风生花科下的一属，约有5种，产中美洲和南美洲热带地区。本属植物不进行光合作用，是一类全寄生植物，寄生于刺篱木科植物的体内，花开在寄主的茎干表面。